# Guillermo Campanal
Marcelino Guillermo González del Río García de la Llera, mais conhecido como Campanal (9 de fevereiro de 1912 - 22 de janeiro de 1984), foi um futebolista espanhol. Ele competiu na Copa do Mundo FIFA de 1934, sediada na Itália, na qual a seleção de seu país terminou na quinta colocação dentre os 16 participantes. É o maior artilheiro da história do Sevilla, com 218 entre os anos de 1929 e 1946. Desses gols, 101 foram marcados pela La Liga, 75 pela Segunda Divisão Espanhola e 42 foram pela Copa del Rey. Seu sobrinho Marcelino Campanal, conhecido como Campanal II também fez história com a camisa do Sevilla.